# Arhaugfjorden
Arhaugfjorden er en fjordarm af Skardfjorden i Meløy kommune i Nordland fylke i Norge. Den bliver nogle gange regnet som en del af Holandsfjorden. Fjorden har indløb mellem Sirneset i sydvest og Forøyodden i nordøst og går  6 kilometer mod sydøst.
På sydsiden af fjorden ligger Ågskardet hvorfra der går færge til Esøya på nordsiden. Færgeforbindelsen er en del af fylkesvej 17. Forøya og Esøya ligger langs nordsiden af fjorden, der  er vinkelformet, og fra østsiden af Esøya drejer kysten direkte mod syd. Riksvej 17 følger denne side af  fjorden sydover.